# Czesław Domin

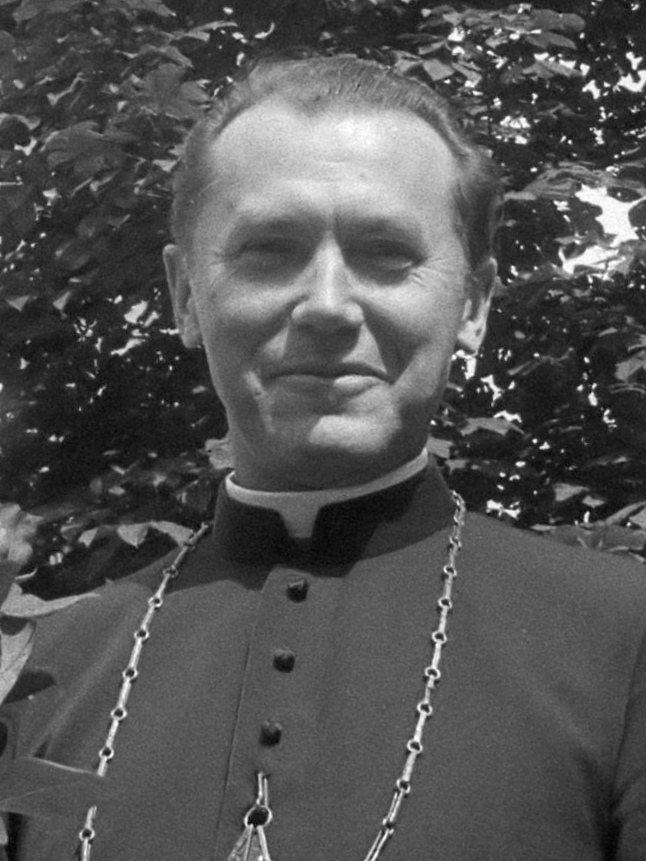
Bischof Czesław Domin (1982)

Wappen als Bischof von Koszalin-Kołobrzeg (1992–1996)

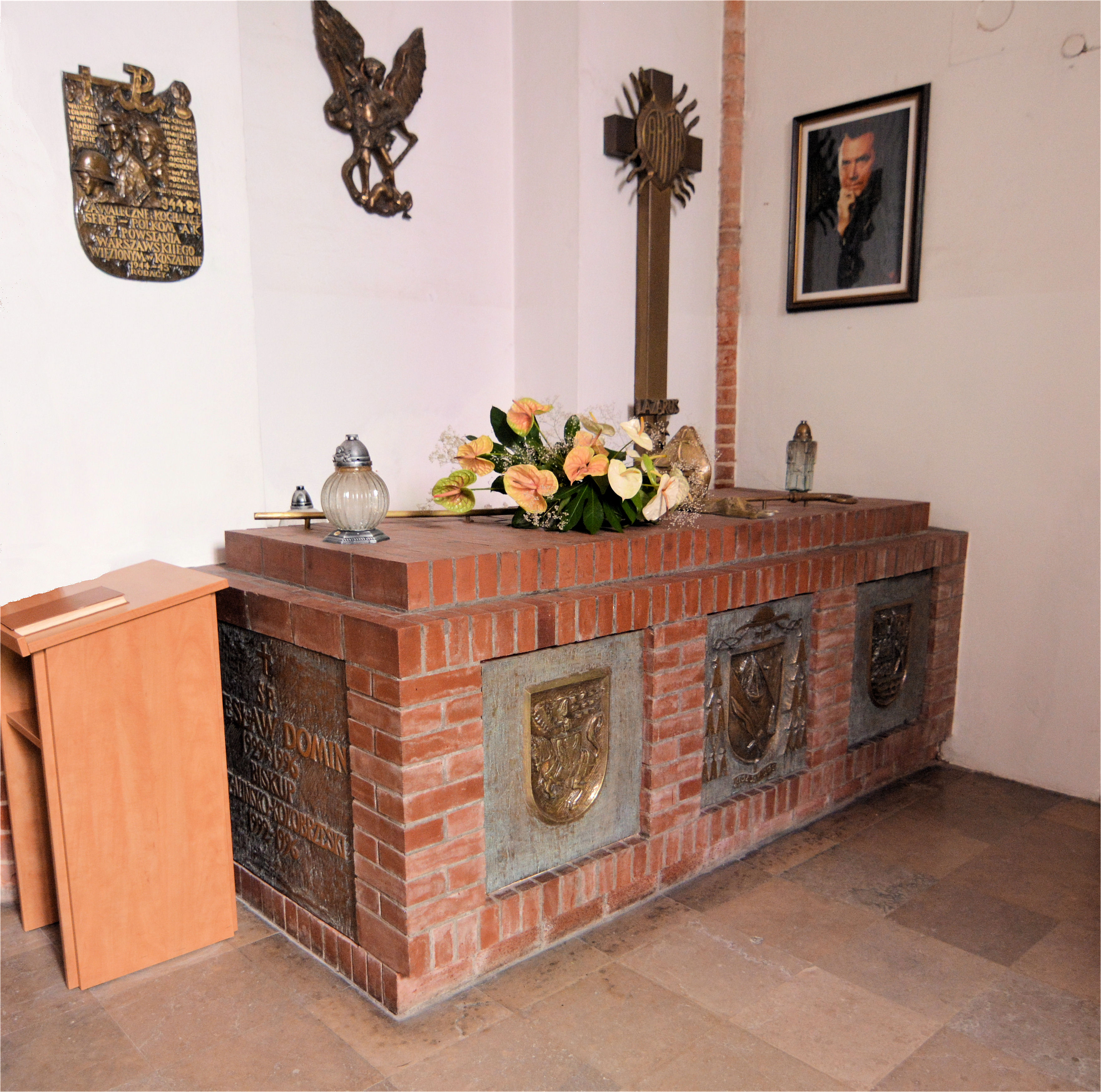
Grabstätte in der Marien-Kathedrale Koszalin

Czesław Domin (* 6. Juli 1929 in Michałkowice, Polen; † 15. März 1996 in Warschau) war Weihbischof in Katowice (1970 bis 1992) und Bischof von Koszalin-Kołobrzeg von 1992 bis 1996.

## Leben
Nach dem Abitur studierte er Theologie an der Schlesischen Universität in Katowice (Kattowitz) und trat in das Priesterseminar ein. Am 28. Juni 1953 wurde er zum Priester geweiht. Erst Pfarrvikar an der Kathedrale in Kattowitz war er von 1957 bis 1964 als Priester im Bistum tätig. Mit seiner Berufung ins Domkapitel übernahm er das Pastoralreferat in der Diözese.
Am 6. Juni 1970 ernannte ihn Papst Paul VI. zum Weihbischof in Kattowitz und zum Titularbischof von Dagnum. Die Bischofsweihe erhielt er am 15. August 1970 von seinem Diözesanbischof Herbert Bednorz. Mitkonsekratoren waren der Weihbischöfe in Kattowitz Juliusz Bieniek und Józef Benedykt Kurpas. Seine weiteren Aufgaben waren der Generalvikar in Kattowitz und anschließend Caritasdirektor. Im Jahre 1979 erhielt er einen Master-Abschluss an der Katholisch-Theologischen Akademie in Warschau. Am 4. November 1980 war er Mitkonsekrator bei der Weihe von Janusz Edmund Zimniak, dem neuen Weihbischof in Kattowitz und Titularbischof von Polinianum. Die Polnische Bischofskonferenz ernannte ihn zum Vorsitzenden der Karitativen Kommission der Polnischen Bischofskonferenz. In dieser Funktion koordinierte er fast zwei Jahrzehnte lang in den Jahren der „Polenhilfe“ spontan eintreffende Hilfstransporte zunächst aus Deutschland bald aus allen Ländern der Welt und dirigierte sie in alle Diözesen in Polen dabei bewies er ein ausgezeichnetes Organisationstalent und war für die Spender ein Garant dafür, dass die Hilfe auch ankam.
1991 nahm er an der Sondertagung der „Kirche in Europa“, einer Bischofssynode in Rom teil.
Am 1. Februar 1992 ernannte ihn Papst Johannes Paul II. zum Bischof von Koszalin-Kołobrzeg. Der feierliche Einzug in seine Kathedralkirche St. Marien in Koszalin war am 23. Februar 1992.
Bischof Czesław Domin ist Ehrenbürger seines Geburtsorts Siemianowice Śląskie. Dort sowie in Katowice und Koszalin wurden ihm Straßen gewidmet.
Seine letzte Ruhestätte fand er im Rahmen Umgestaltung des Altarraumes nach einer Umbettung aus der Vorhalle des Doms in einem Seitenarm des Chorraumes der Kathedrale von Koszalin-Kołobrzeg.